# Margarete Obernik-Reiner
Margarete Obernik-Reiner (hebräisch מרגרט אוברניק-ריינר; geboren als Margarete Obernik 1893 in Brünn, Österreich-Ungarn; gestorben 1948 in Israel) war eine israelische Pädagogin und Psychoanalytikerin.

## Leben
Margarete Obernik war eine Tochter des Adolf Obernik und der Augusta Roubiček. Sie wuchs in Prag auf und schloss sich einer zionistischen Jugendgruppe an. Nach dem Ersten Weltkrieg arbeitete sie als Erzieherin in Wien. Sie wurde dort Anhängerin der psychoanalytisch orientierten Reformpädagogik Siegfried Bernfelds und unterrichtete Kinderpsychologie am jüdischen Pädagogium für Lehrer und Erzieher, das Bernfeld 1918 in Wien gegründet hatte. Weiterhin leitete sie den Kindergarten in dem von Bernfeld 1919 eröffneten „Kinderheim Baumgarten“ für jüdische Waisenkinder in Wien.
1920 wanderte Obernik nach Palästina aus, wo sie als Kindergärtnerin und Erziehungsberaterin in Haifa und Jerusalem arbeitete. Sie gehörte dort der 1920 von David Eder und Dorian Feigenbaum gegründeten psychoanalytischen Gruppe an. 1923 heiratete sie den aus Czernowitz stammenden Ingenieur Markus Reiner (1886–1976), der 1922 nach Palästina ausgewandert war, sie hatten zwei Kinder, Efraim (geboren 1924) und Hannah (geboren 1926).
1925 hielt Obernik-Reiner sich in Wien auf, um eine psychoanalytische Ausbildung bei der Wiener Psychoanalytischen Vereinigung (WPV) zu beginnen und eine Analyse bei Anna Freud zu machen. Auch 1932/33 war sie in Wien als Mitarbeiterin an der von August Aichhorn geleiteten Erziehungsberatungsstelle der WPV tätig und hielt bei deren offizieller Eröffnung im Mai 1933 ein Referat unter dem Titel Erste Beobachtungsergebnisse eines Falles aus der Erziehungsberatung.
Sie trug in der Sozialarbeit in Palästina zur Verbreitung der Psychoanalyse bei und wurde als Nicht-Ärztin 1937 als außerordentliches Mitglied in die psychoanalytische Gesellschaft „Chewrah Psychoanalytith b' Erez Israel“ (CPEI) aufgenommen.